# Limnellia helmuti
Limnellia helmuti är en tvåvingeart som beskrevs av Hollmann-schirrmacher och Tadeusz Zatwarnicki 1995. Limnellia helmuti ingår i släktet Limnellia och familjen vattenflugor. Inga underarter finns listade i Catalogue of Life.